# یوسف صمدزاده
یوسف صمدزاده (متولد ۱۳۰۶) دندانپزشک ایرانی است. نماینده نماینده رشت در دوره ۲۳ مجلس شورای ملی و همچنین نماینده رشت در مجلس مؤسسان سوم بود که در سال ۱۳۴۶ ه‍.ش تشکیل گردید و کار آن تغییر اصولی از قانون اساسی ایران جهت تعیین ملکه فرح پهلوی به نیابت سلطنت بود تا در صورت فوت شاه، تا رسیدن ولیعهد به سن قانونی با همکاری شورای سلطنت امور کشور را اداره کند.
صمدزاده دکترای دندانپزشکی خود را از دانشگاه نیویورک دریافت کرد. او از بنیانگذاران دانشگاه گیلان است. او هم‌اکنون در واشینگتن، دی.سی. آمریکا اقامت دارد.